# Diritti LGBT in Francia
L'espressione dei diritti di lesbiche, gay, bisessuali e transgender (LGBT) in Francia è considerata tra le più liberali dell'intera Europa ed una delle più avanzate nel mondo. 
Anche se l'attività sessuale tra persone dello stesso sesso è stata considerato come un crimine capitale che spesso ha provocato la pena di morte durante l'Ancien Régime, tutte le legislativi contro la sodomia sono stati abrogati nel 1791 durante la Rivoluzione francese.
Tuttavia, una meno nota legge contraria agli atti osceni che spesso prendeva di mira gli omosessuali è stata introdotta nel 1960, prima di essere abrogata 20 anni più tardi. 
L'età del consenso per le relazioni omosessuali è stata modificata più di una volta prima di essere equalizzata nel 1982 sotto l'allora Presidente della Repubblica francese François Mitterrand.
Dopo aver concesso alle coppie omosessuali i benefici di partnership (convivenza) a livello nazionale noti come il "patto di solidarietà civile" (PACS), la Francia è diventato il tredicesimo paese al mondo a legalizzare il matrimonio omosessuale nel 2013, pur avendo ricevuto l'opposizione da molti gruppi sociali. 
Le leggi che proibiscono la discriminazione sulla base dell'orientamento sessuale e dell'identità di genere sono state emanate dal 1985, mentre le persone transgender sono autorizzate a cambiare il loro genere legalmente a partire dal 1982, la Francia è diventato inoltre il primo paese al mondo a declassare la transessualità come una malattia mentale.
La Francia è stato spesso nominato per essere uno dei paesi più gay friendly del mondo. Recenti sondaggi hanno indicato che la maggioranza dei francesi dia il proprio supporto al matrimonio tra persone dello stesso sesso e nel 2013, un altro sondaggio ha indicato che il 77% degli intervistati indicava il fatto che l'omosessualità dovrebbe essere accettata dalla società, una delle più alte percentuali al mondo.
Parigi è stata eletta da molte pubblicazioni come una delle città più gay friendly del mondo, con i quartieri di Le Marais, Pigalle e Bois de Boulogne che hanno una fiorente comunità LGBT ed un'ampia e variegata vita notturna.

## Legislazione riguardante l'attività sessuale tra persone dello stesso sesso

### Leggi sulla sodomia
Prima dello scoppio della rivoluzione francese la sodomia era un reato grave. Jean Diot e Bruno Lenoir sono stati gli ultimi omosessuali bruciati a morte sul rogo il 6 luglio 1750.
Lo stato francese ha depenalizzato l'omosessualità con il Codice penale francese del 1791 non facendo più alcuna menzione delle relazioni omosessuali svolte in privato. Questa politica sulla condotta sessuale privata è stata mantenuta anche nel Codice penale francese del 1810 voluto dall'imperatore Napoleone Bonaparte, e seguito nelle nazioni e colonie francesi che lo hanno adottato. 
Ancora, l'omosessualità e il travestitismo sono stati ampiamente visti come immorali e le persone LGBT sono state ancora sottoposte a vessazioni giuridiche ai sensi di varie leggi in materia di moralità e di ordine pubblico. 
Alcuni omosessuali provenienti dalle regioni dell'Alsazia e della Alsazia-Champagne-Ardenne-Lorena, che sono state annesse dalla Germania nazista nel 1940, furono perseguitati e internati nei campi di concentramento.

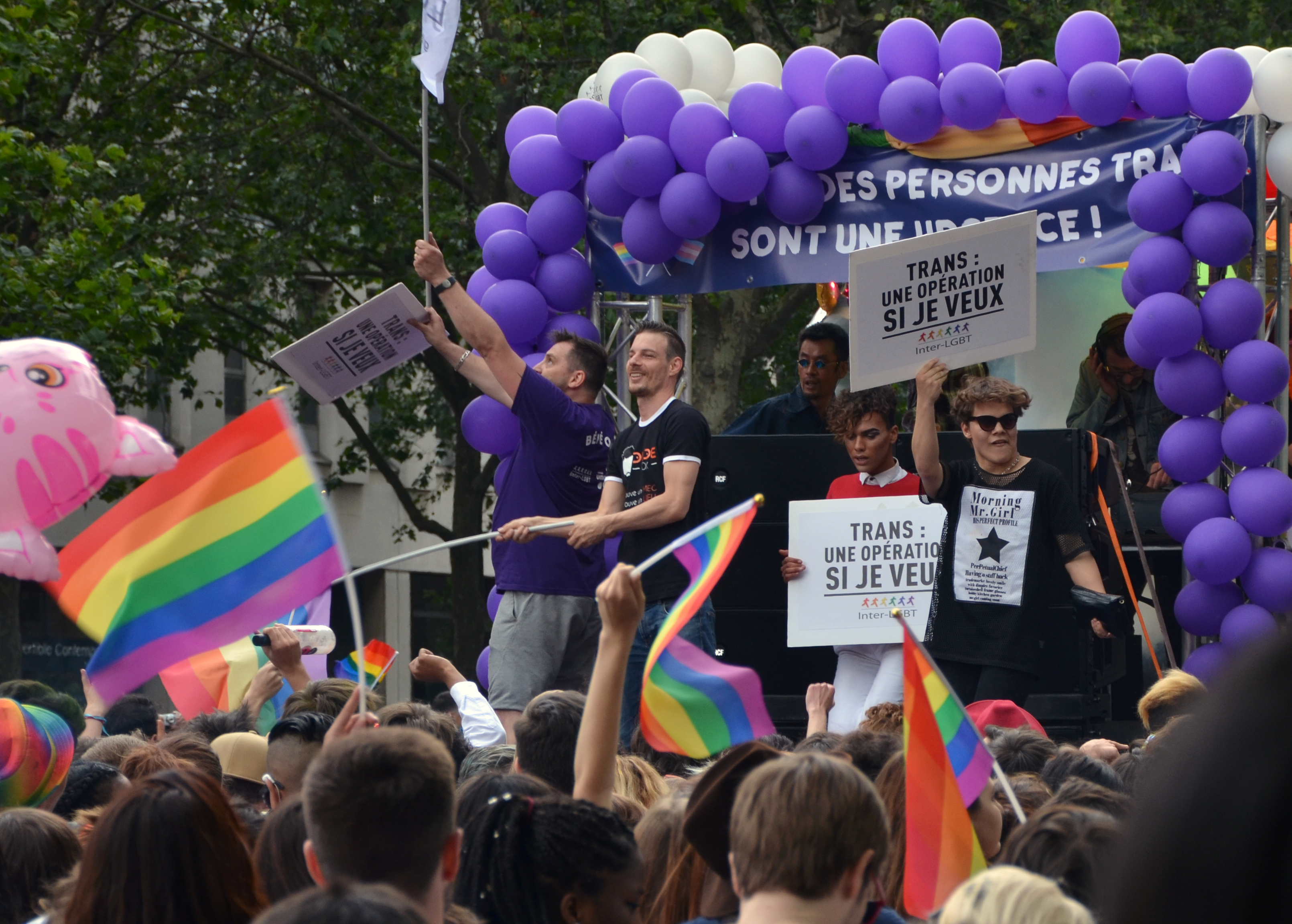
Marcia dell'orgoglio gay, Parigi 2016

### Maggiore età del consenso
Nel codice penale l'età del consenso è stata introdotta il 28 aprile 1832. È stata fissata a 11 anni per entrambi i sessi, innalzata a 13 anni nel 1863. 
Il 6 agosto 1942 il governo di Vichy ha introdotto una legge discriminante nel codice penale: l'articolo 334 (spostato all'articolo 331 il 8 febbraio 1945  da parte del governo provvisorio della Repubblica francese) ha aumentato l'età del consenso a 21 per le relazioni omosessuali e a 15 per quelle eterosessuali. 
L'età di 21 anni è stata poi abbassata a 18 nel 1974, che era diventata nel frattempo la maggiore età legale.

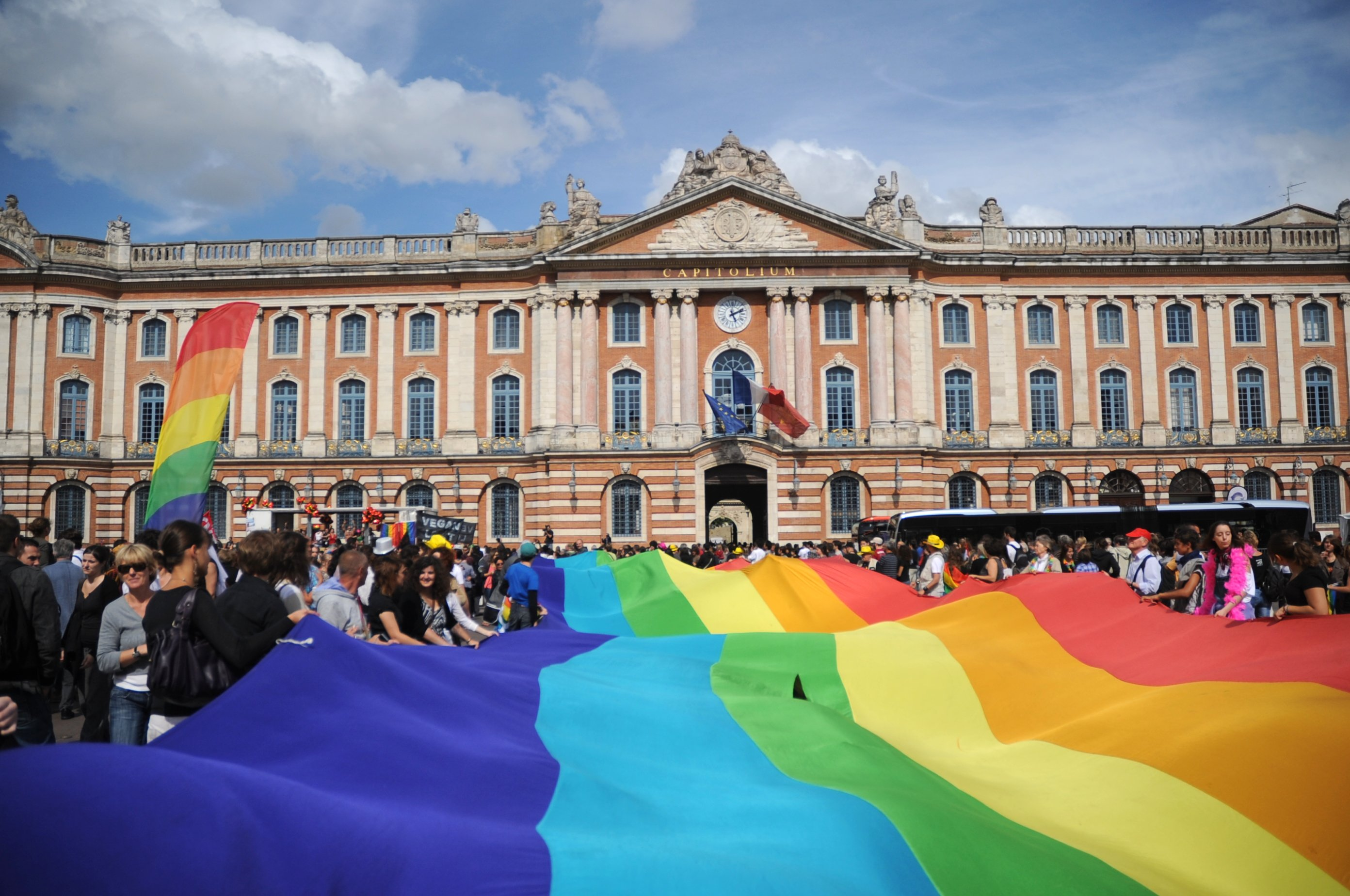
Pride a Tolosa nel 2011

Questa legge è rimasta valida fino al 4 agosto 1982, quando è stata abrogata sotto la presidenza di François Mitterrand per pareggiare l'età del consenso a 15 anni di età, nonostante la forte opposizione di Jean Foyer all'Assemblea nazionale (Francia).

### Esposizione indecente
Una legge discriminante meno nota è stata adottata nel 1960 con l'inserimento nel codice penale (articolo 330, comma 2,) in una clausola che raddoppiava la pena per gli atti osceni e per l'attività omosessuale. 
Quest'ordonnance aveva lo scopo di reprimere lo sfruttamento della prostituzione. La clausola contro l'omosessualità è stata adottata a causa di un desiderio del Parlamento, come segue:
Quest'ordonnance è stata adottata dall'esecutivo dopo che è stato autorizzato dal Parlamento ad adottare misure legislative contro i flagelli nazionali, come l'alcolismo. Paul Mirguet, un membro dell'Assemblea Nazionale, ha ritenuto che l'omosessualità era anch'essa un flagello, e quindi ha proposto un sub-emendamento, quindi, conosciuta come la modifica Mirguet, invitava il governo ad emanare misure contro l'omosessualità, che sono state adottate.
L'articolo 330 comma 2 è stato abrogato nel 1980 come parte di un atto di ridefinizione di molti tra i reati sessuali.

## Riconoscimento delle relazioni omosessuali

### PACS

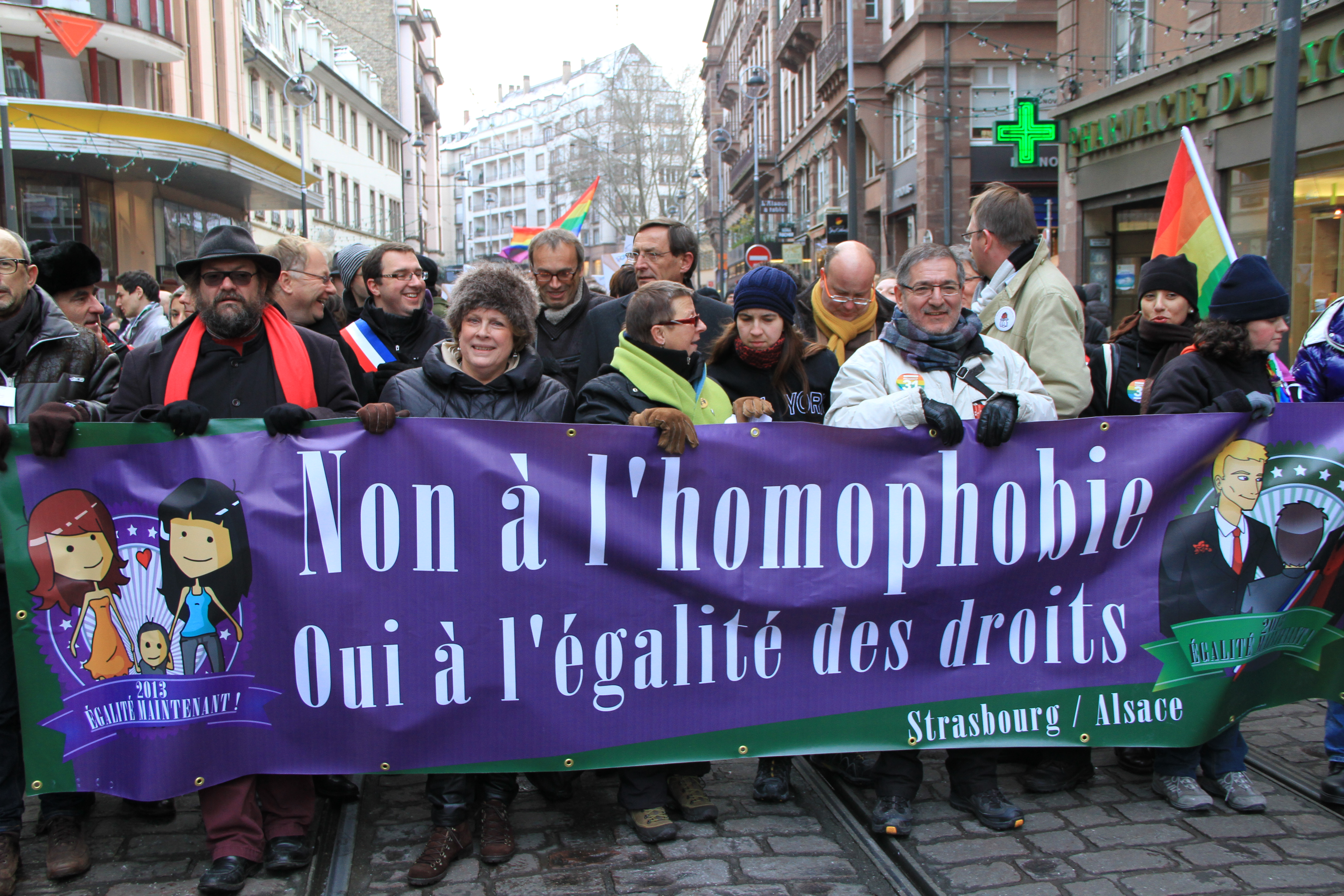
Striscione contro l'omofobia a Strasburgo nel 2013

I patti di solidarietà civile (Pacte civil de solidarité, PACS), una forma di convivenza registrata, sono stati emanati il 15 novembre 1999 per favorire sia le coppie dello stesso sesso sia le coppie non sposate di sesso opposto dal governo di Lionel Jospin. 
Alle coppie che entrano in un contratto di PACS sono offerte la maggior parte delle protezioni legali, assieme ai diritti e alle responsabilità del matrimonio. 
Il diritto di adozione e l'inseminazione artificiale sono stati negati ai partner PACS (e sono in gran parte limitati alle coppie eterosessuali sposate). 
A differenza delle coppie sposate, essi inizialmente non avevano il permesso di presentare le dichiarazioni fiscali comuni fino a dopo 3 anni, anche se questo venne abrogato nel 2005, e le dichiarazioni dei redditi congiunti possono ora essere depositate immediatamente.
Le unioni civili condotte ai sensi delle leggi in paesi stranieri sono riconosciuti solo per alcuni paesi. Le unioni civili registrate nel Regno Unito non sono riconosciute; l'unica soluzione attualmente disponibile per una coppia in una partnership civile per ottenere i diritti dei PACS in Francia è di sciogliere la loro partnership civile e quindi stabilire un PACS. I matrimoni omosessuali provenienti dai Paesi Bassi, invece, sono già riconosciuti. 
Questo, tuttavia, non consente la doppia cittadinanza, che è riservata per le coppie di sesso opposto. Ad esempio, un francese che sposa un olandese nei Paesi Bassi, e quindi assume la nazionalità olandese, perde automaticamente la cittadinanza francese.

### Matrimonio egualitario
Il 14 giugno 2011 l'Assemblea nazionale ha votato con 293 voti a 222 contro la legalizzazione del matrimonio tra persone dello stesso sesso.
I deputati del partito di maggioranza dell'Unione per un Movimento Popolare hanno votato per lo più contro il provvedimento, mentre i deputati del Partito Socialista in gran parte hanno votato a favore. 
I membri del partito socialista hanno dichiarato che la legalizzazione del matrimonio omosessuale sarebbe diventata una priorità qualora avessero acquisito la maggioranza parlamentare nelle Elezioni legislative in Francia del 2012.
Il 7 maggio 2012 François Hollande vinse le elezioni. Nel mese di ottobre il disegno di legge è stato introdotto dal governo francese.
Il 2 febbraio 2013 l'Assemblea nazionale ha approvato l'articolo 1 del disegno di legge, per 249 voti contro 97. Il 12 febbraio 2013 l'Assemblea nazionale ha approvato il disegno di legge nel suo complesso in una votazione 329 a 229 e lo ha inviato al Senato del Paese.
La maggior parte del partito socialista al governo ha votato a favore del disegno di legge (solo 4 dei suoi membri hanno votato no), mentre la maggior parte del UMP nella sua qualità di partito di opposizione ha votato contro (solo 2 dei suoi membri hanno votato sì).

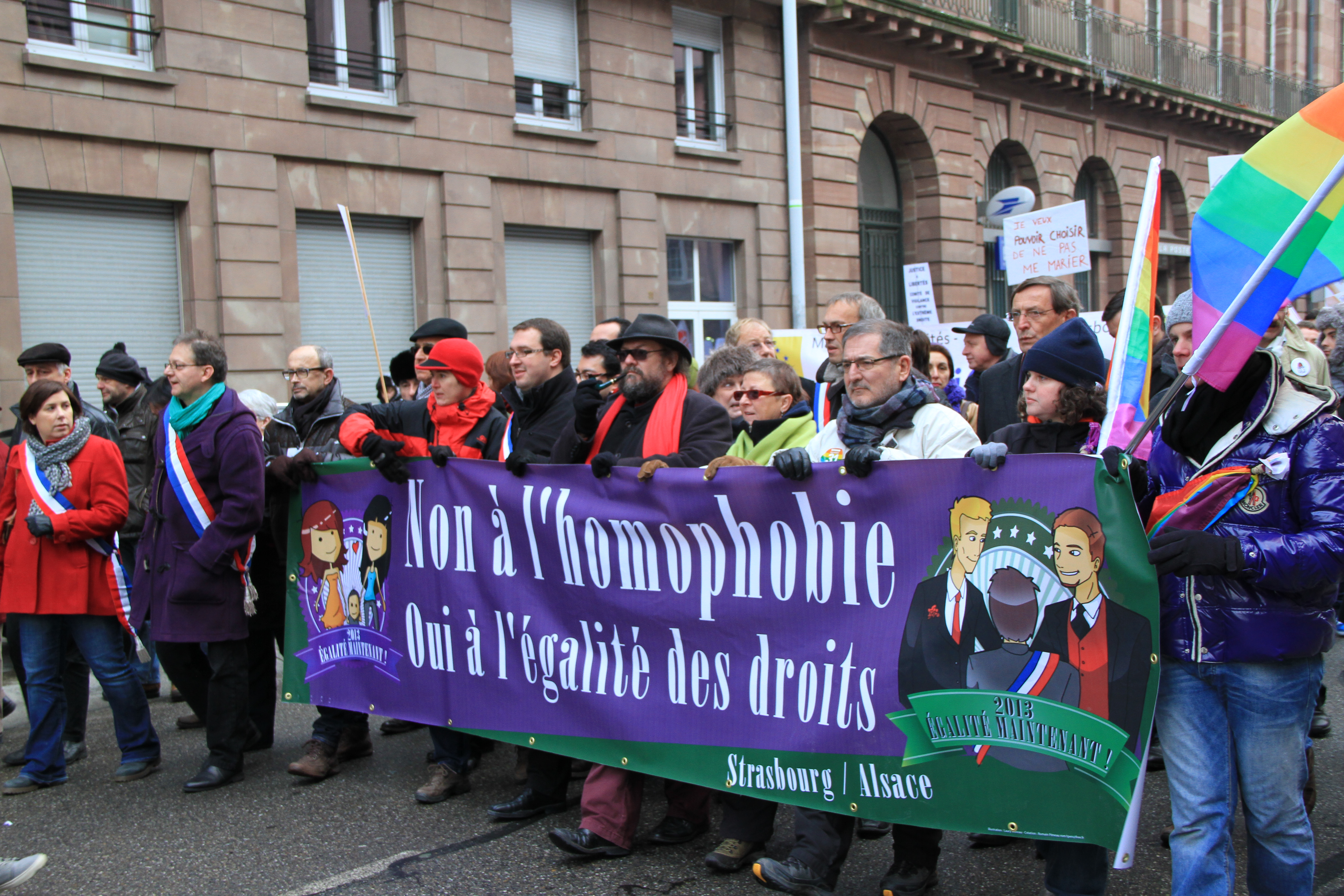
Manifestazione a Strasburgo per chiedere il matrimonio egualitario

Il 4 aprile 2013 il Senato ha iniziato il dibattito sul disegno di legge e cinque giorni più tardi ha approvato il suo primo articolo con una votazione di 179 a 157.
Il 12 aprile il Senato ha approvato il disegno di legge con lievi modifiche. Il 23 aprile l'Assemblea nazionale ha approvato il disegno di legge modificato con un voto di 331 a 225, in tal modo ha esteso il matrimonio e l'adozione nei diritti concessi alle coppie dello stesso sesso, rendendo la Francia il quattordicesimo paese al mondo a legalizzare il matrimonio tra persone dello stesso sesso.
Tuttavia un'opposizione alla legge è venuta da parte del partito UMP conservatore ed è stata depositata presso il Consiglio costituzionale (Francia) dopo il voto.
Il 17 maggio 2013 il Consiglio ha stabilito che la legge è costituzionale. Il 18 maggio 2013 il presidente Hollande ha firmato il disegno di legge, che è stato ufficialmente pubblicato il giorno successivo nel Journal officiel de la République française. La prima cerimonia ufficiale di matrimonio tra persone dello stesso sesso ha avuto luogo il 29 maggio nella città di Montpellier.

## Adozione e omogenitorialità
Le coppie dello stesso sesso sono state legalmente in grado di adottare bambini dal maggio 2013, quando la legge sul matrimonio omosessuale ha avuto il suo effetto. La prima adozione congiunta da parte di una coppia dello stesso sesso è stata annunciata il 18 ottobre.
La "Procréation médicalement assistée" (PMA)  è disponibile anche per le donne lesbiche grazie ad un disegno di legge entrato in vigore nel 2021.

## Protezioni contro la discriminazione

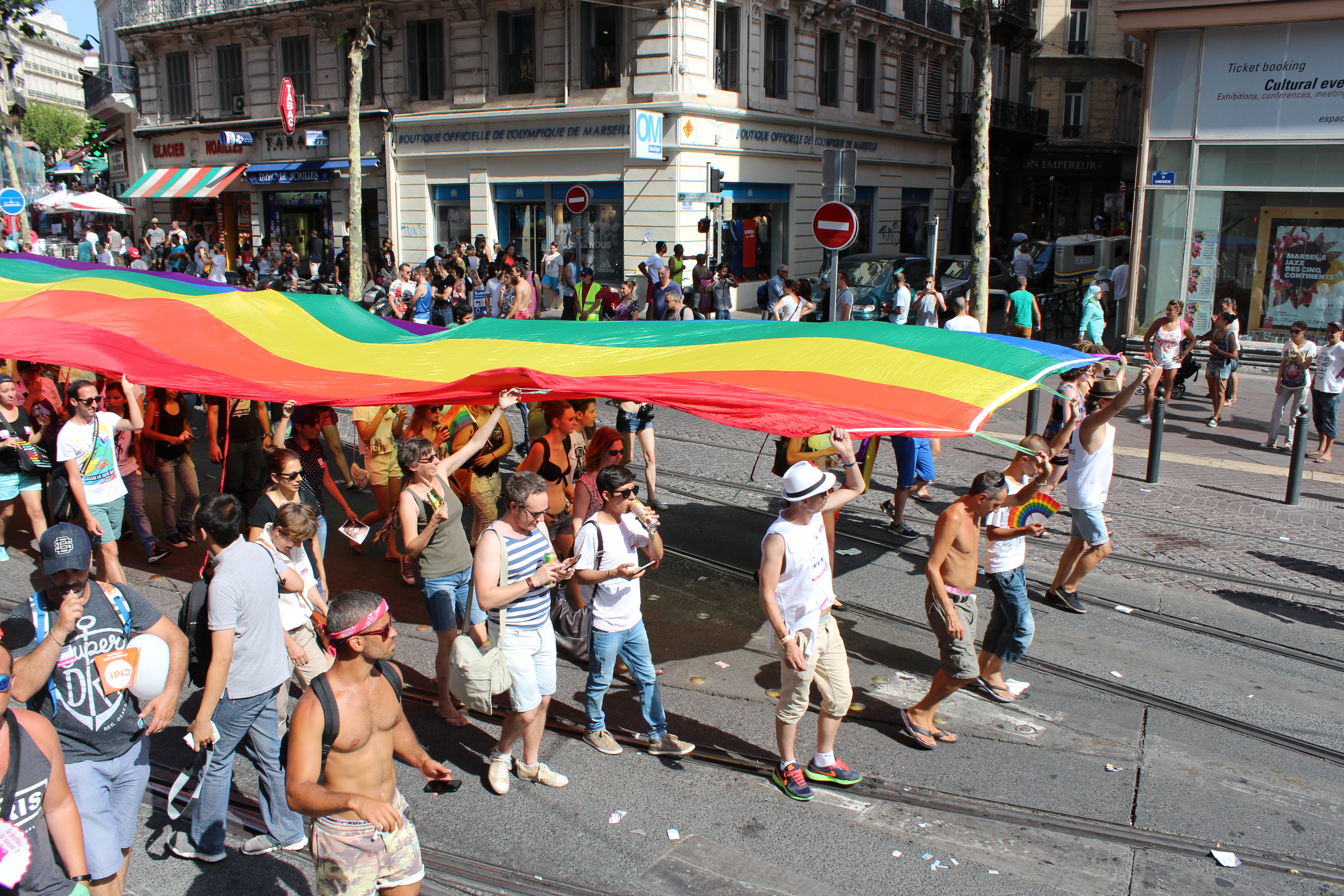
Pride di Marsiglia del 2015

Nel 1985 è stata emanata la legislazione nazionale per vietare la discriminazione fondata sull'orientamento sessuale in materia di occupazione, alloggi e altri fondi pubblici e privati di beni e servizi.
Nel luglio 2012 il Parlamento francese ha aggiunto anche l'identità sessuale ai motivi di protezione contro le discriminazioni nel diritto francese. 
L'identità sessuale è stata usata come sinonimo di identità di genere, nonostante alcune critiche siano venute dall' ILGA-Europem che ancora non l'hanno ritenuto un passo fondamentale.

### Discriminazione nelle scuole
Nel marzo 2008 Xavier Darcos, ministro della Pubblica Istruzione, ha annunciato una politica di lotta contro tutte le forme di discriminazione, compresa l'omofobia, nelle scuole, uno tra i primi paesi al mondo a farlo. 
È stata una delle 15 priorità nazionali dell'istruzione per l'anno scolastico 2008-2009.
La Fédération Indépendante et Démocratique lycéenne (FIDL) (Federazione indipendente e democratica degli studenti delle scuole superiori) - la prima associazione della scuola degli studenti superiori in Francia - ha anche lanciato campagne contro l'omofobia nelle scuole e tra i giovani.

## Leggi sui crimini d'odio
Il 31 dicembre 2004 l'Assemblea Nazionale ha approvato un emendamento alla legislazione contro la discriminazione esistente, rendendo le manifestazioni verbali di omofobia, sessismo, razzismo e xenofobia illegali. 
La pena massima che va da una multa di 45.000 euro e/o 12 mesi di reclusione è stata criticata dai gruppi per le libertà civili, come Reporter senza frontiere come una grave violazione della libertà di parola. 
Ma il governo conservatore del presidente Jacques Chirac ha indicato un aumento della violenza contro i gay come una delle ragioni del provvedimento. 
Ironia della sorte, un deputato dello stesso partito Unione per un Movimento Popolare (UMP) di Chirac, Christian Vanneste, divenne la prima persona ad essere condannata in base alla legge, nel gennaio 2006, anche se il provvedimento fu successivamente annullato dalla Corte di cassazione.
La legge del dicembre 2004 ha creato la Haute Autorité de lutte contre les discriminations et pour l'égalité (Alta Autorità contro la discriminazione e per l'uguaglianza). Al titolo 3 e agli articoli 20 e 21 della legge modificata del 29 luglio 1881 sulla libertà di stampa si prendono disposizioni per i reati più specifici, tra cui lesioni, diffamazione, insulto, incitamento all'odio o alla violenza, o di discriminazione nei confronti di una persona o di un gruppo di persone a causa del loro genere, orientamento sessuale o disabilità.
Quando un'aggressione fisica o omicidio è motivata dall'orientamento sessuale della vittima, la legge aumenta le sanzioni che normalmente vengono date.

## Espressione e identità di genere

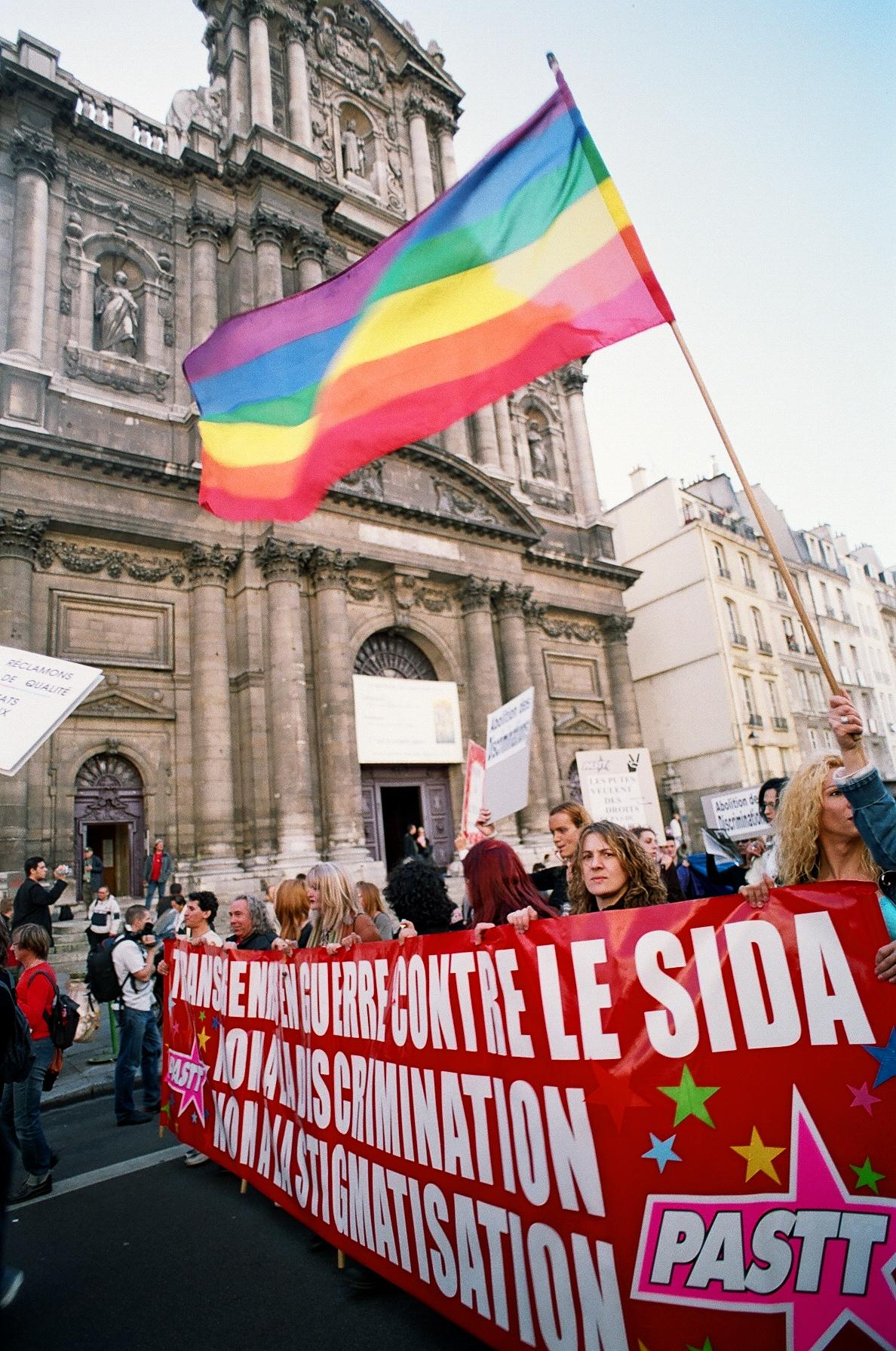
Partecipanti a una manifestazione transgender nel 2005

Le persone transessuali sono autorizzate a cambiare il loro genere sessuale legalmente. Nel 2009 la Francia è diventato il primo paese al mondo a rimuovere il transessualismo dalla lista delle malattie. Il transessualismo è parte della ALD 31 e dei trattamenti erogati dalla sécurité sociale.
La discriminazione sulla base dell'identità di genere è vietata dal 2012.
Il 6 novembre 2015 un disegno di legge per consentire alle persone transgender di cambiare legalmente il loro genere, senza la necessità di un intervento chirurgico di riassegnazione del sesso e la sterilizzazione forzata è stata approvata dal Senato francese. Il 24 maggio 2016 l'Assemblea nazionale ha approvato il disegno di legge.
Pascale Crozon, che ha introdotto il disegno di legge, ha ricordato ai parlamentari prima del voto circa le lunghe, incerte ed umilianti procedure con la quale le persone transgender devono passare per avere il cambiamento del loro genere sui registri dello stato civile.
A causa dei testi differenti delle proposte è stata istituita una sezione unita. Il 12 luglio 2016 l'Assemblea Nazionale ha approvato una versione modificata del disegno di legge che ha mantenuto le disposizioni che vietano le certificazioni psichiatriche e le prove di un intervento chirurgico di riassegnazione del sesso, ma anche quelle di far cadere la disposizione della legge originale per consentire l'autocertificazione del genere.
Il 28 settembre il Senato francese ha discusso il disegno di legge. L'Assemblea nazionale francese si è poi riunita il 12 ottobre in una sessione plenaria per l'approvazione del disegno di legge ancora una volta e ha respinto gli emendamenti proposti dal Senato francese che avrebbe richiesto la prova di un trattamento medico.
Il 17 novembre il Consiglio costituzionale ha stabilito che il disegno di legge è costituzionale. È stato firmato dal Presidente in data 18 novembre 2016 e pubblicato nella Gazzetta ufficiale il giorno dopo, ed è entrato in vigore il 1 gennaio 2017.

### Diritti intersessuali

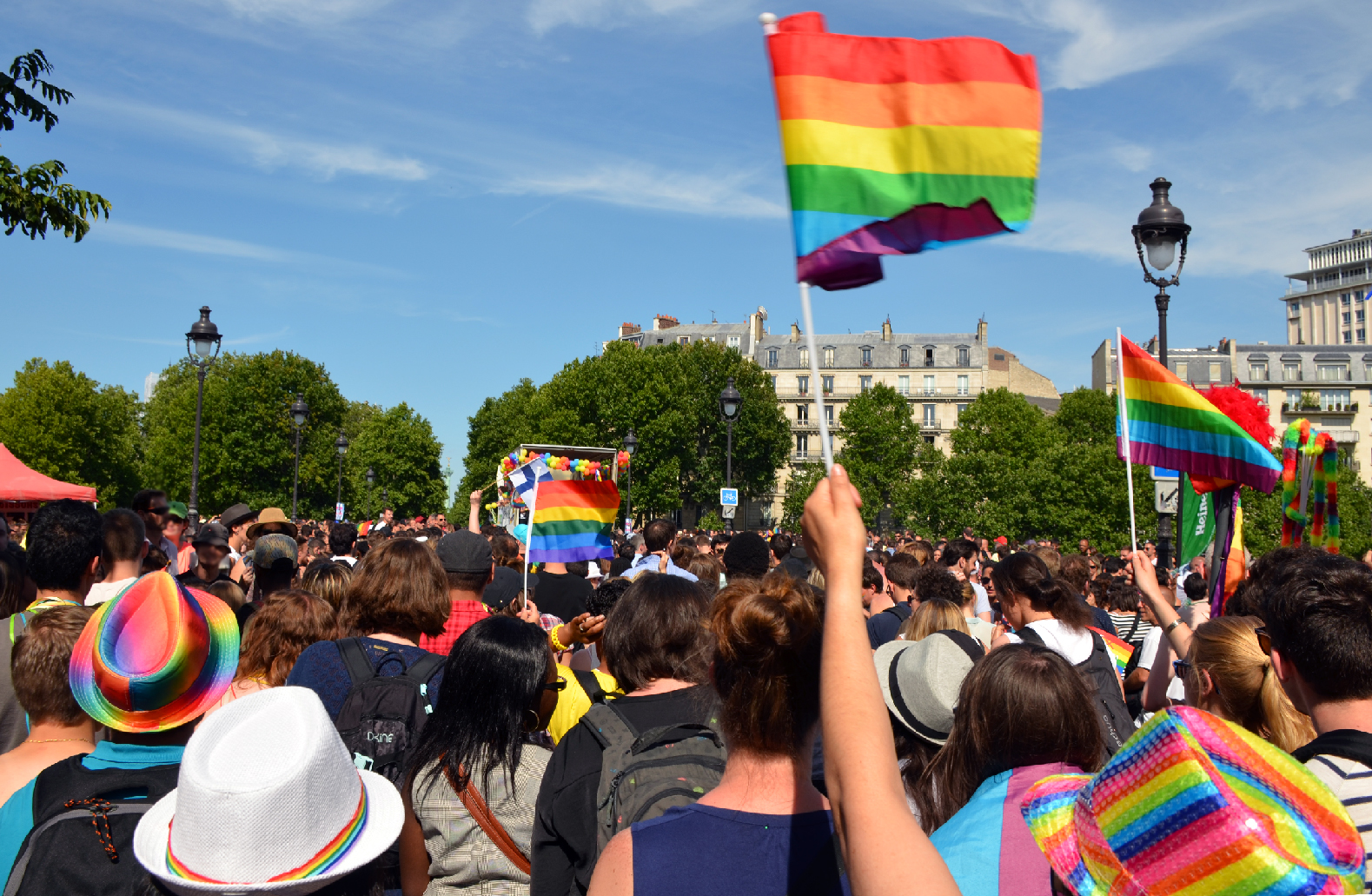
Marcia di Parigi del 2015

Le persone intersessuali in Francia hanno alcuni degli stessi diritti delle altre persone, ma con lacune significative nella protezione dagli interventi medici non consensuali e nella protezione dalla discriminazione. In risposta alle pressioni degli attivisti intersessuali e dalle raccomandazioni degli organismi delle Nazioni Unite per i diritti umani, il Senato ha pubblicato un'inchiesta sul trattamento delle persone intersessuali nel febbraio 2017.
Un individuo, Gaëtan Schmitt, ha attualmente in corso un'azione legale per poter ottenere un "sesso neutro" ("sexe neutre") come classificazione nei documenti.
Il 17 marzo 2017 il presidente della Repubblica François Hollande ha dichiarato di considerare gli interventi medici atti a rendere i corpi dei bambini intersessuali più tipicamente maschili o femminili come delle vere e proprie mutilazioni.

## Movimenti francesi per i diritti LGBT

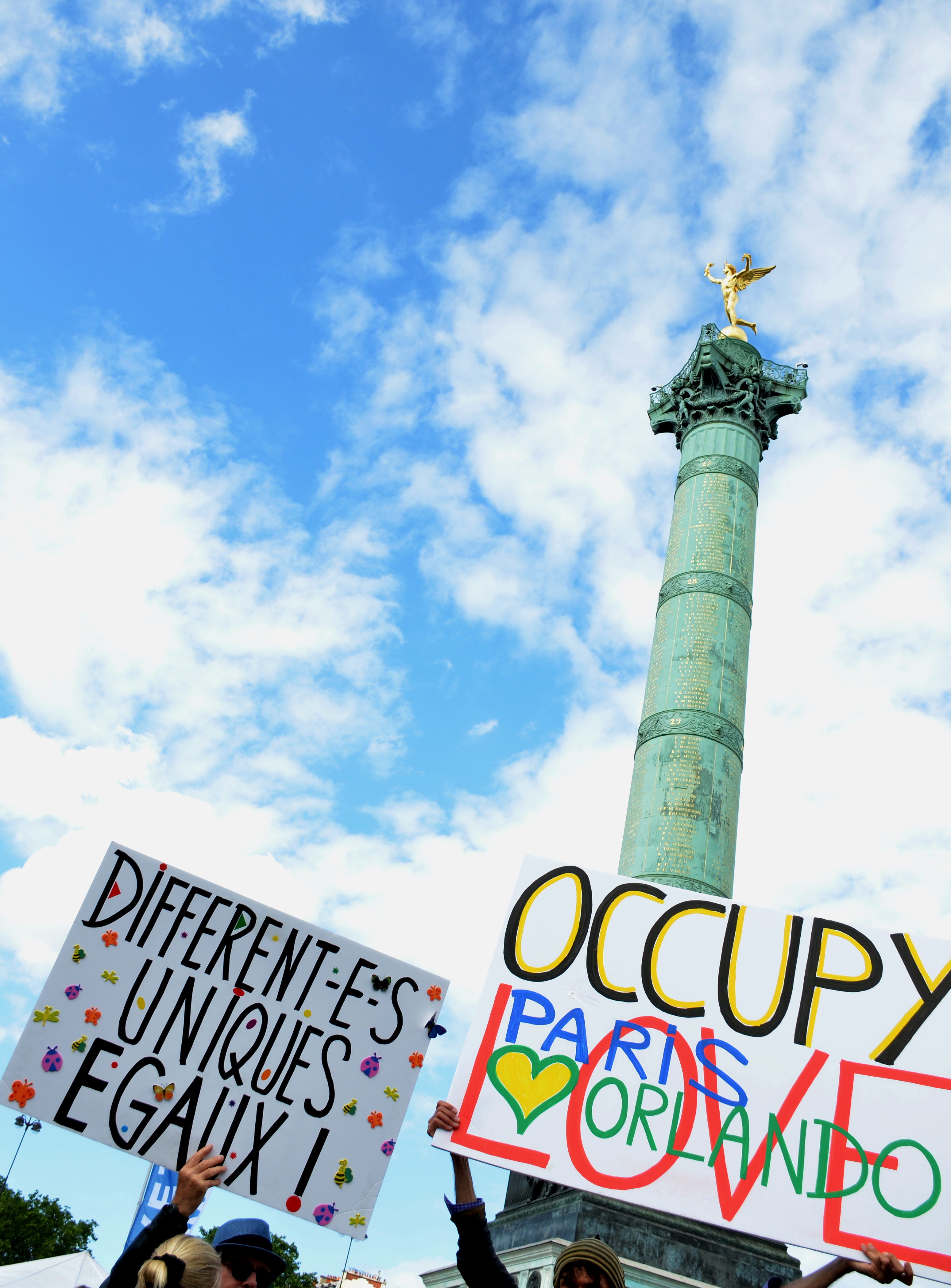
Una marcia di Parigi del 2016

Le organizzazioni per i diritti LGBT in Francia includono ACT UP Paris, SOS Homophobie, Arcadie, FHAR, rouges Gouines, GLH, CUARH e L'Associazione Trans Aide, (Aid Association Trans, istituito nel settembre 2004) e Bi'cause (per i bisex).

## Servizio militare
Lesbiche, gay, bisessuali e transessuali sono autorizzati a servire apertamente nell'Armée française.

## Donazione di sangue
Secondo una circolare dalla Direzione Generale della Sanità che risale al 20 giugno 1983, al vertice della epidemia di HIV, agli uomini che hanno rapporti sessuali con altri uomini (MSM) la donazione del sangue è vietata. Questa è stata riconfermata dal decreto ministeriale del 12 gennaio 2009.
Il 3 aprile 2015 un membro supplente dell'Unione dei Democratici e degli Indipendenti, Arnaud Richard, ha presentato un emendamento contro l'esclusione degli MSM che è stato alla fine adottato successivamente nello stesso mese.
Nel mese di novembre 2015 il ministro della Salute Marisol Touraine ha annunciato che gli uomini gay e bisessuali in Francia possono donare il sangue dopo 1 anno di astinenza. Questa politica è stata attuata ed è entrata in vigore il 10 luglio 2016.

## Opinione pubblica

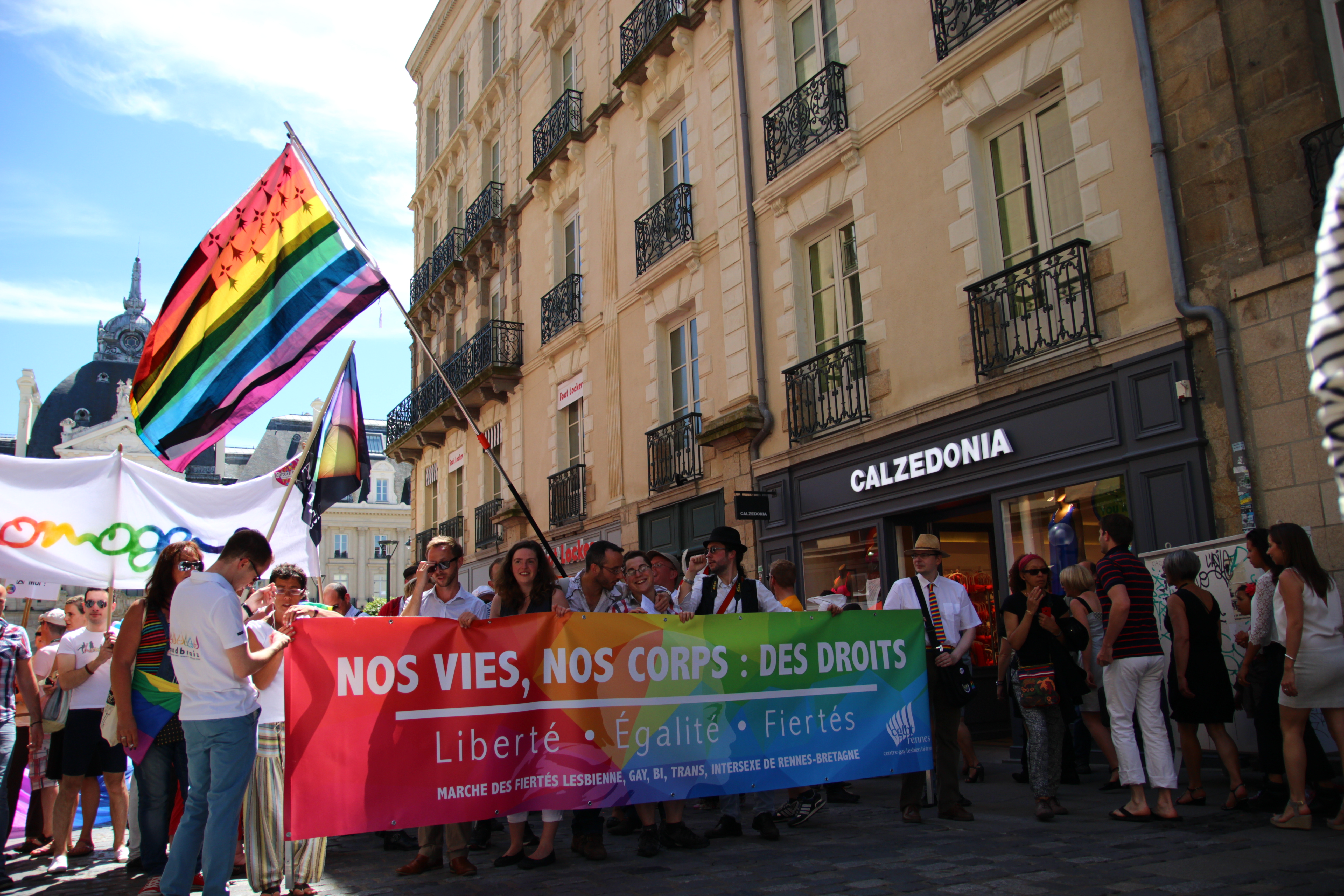
Pride di Rennes

Il sindaco di Parigi tra il 2001 e il 2014, Bertrand Delanoë, ha rivelato pubblicamente la sua omosessualità nel 1998, prima della sua prima elezione avvenuta nel 2001.
Nel dicembre 2006 un sondaggio condotto dall'Eurobarometro e commissionato da Ipsos-MORI ha mostrato che:ì 62% degli intervistati supporta il matrimonio tra persone dello stesso sesso, mentre il 37% è contrario; il 55% credono che gay e lesbiche non dovrebbero avere diritti genitoriali, mentre il 44% ritiene che le coppie dello stesso sesso dovrebbero essere in grado di adottare.
Nel giugno del 2011 un sondaggio Ifop ha rilevato che il 63% degli intervistati è a favore del matrimonio tra persone dello stesso sesso, mentre il 58% ha sostenuto i diritti di adozione da parte delle coppie dello stesso sesso.
Un sondaggio 2013 del Pew Research Center opinione ha rilevato che il 77% della popolazione francese crede che l'omosessualità dovrebbe essere accettata dalla società, mentre il 22% ritiene che non dovrebbe.
I giovani sono stati più favorevoli all'accettazione: l'81% delle persone tra i 18 ei 29 credono che dovrebbe essere accettata, il 79% delle persone tra i 30 ei 49 e il 74% delle persone con più di 50 anni.
Nel maggio 2015 PlanetRomeo, un social network LGBT, ha pubblicato il suo primo Gay Happiness Index (GHI). Ai gay provenienti da oltre 120 paesi è stato chiesto come si sentono di essere considerati dalla società, come vivono il modo in cui vengono trattati da altre persone e come sono soddisfatti dalla loro vita. 
La Francia si è classificata alla 21ª posizione, appena al di sopra del Sudafrica e al di sotto dell'Australia, con un punteggio di GHI di 63.

## Tabella riassuntiva
| Legalità dell'attività omosessuale | (Dal 1791) |  |
| Uguale età del consenso | (Prima del 1942 e di nuovo dopo il 1982)                                                                         |  |
| Legislazione contro la discriminazione nel mondo del lavoro                                                                            | (Dal 1985) |  |
| Legislazione anti-discriminatoria nella fornitura di beni e servizi                                                                    | (Dal 1985) |  |
| Legislazione anti-discriminatoria in tutti gli altri settori (inclusa la discriminazione indiretta, le espressioni e i crimini d'odio) | (Dal 2004) |  |
| Riconoscimento delle unioni civili tra persone dello stesso sesso                                                                      | (Dal 1999) |  |
| Matrimonio tra persone dello stesso sesso                                                                                              | (Dal 2013) |  |
| Adozione del figlio del partner per le coppie dello stesso sesso                                                                       | (dal 2013) |  |
| Adozione da parte di coppie dello stesso sesso                                                                                         | (dal 2013) |  |
| Adozione da parte di una persona LGBT single                                                                                           | (dal 2013) |  |
| Genitorialità automatica per entrambi i coniugi dopo la nascita                                                                        | (dal 2021) |  |
| Permesso di servire apertamente nelle forze armate alle persone LGBT                                                                   | (Dal 1791) |  |
| Diritto di cambiare legalmente genere sessuale                                                                                         | (Dal 1982) |  |
| Transessualità declassificata come malattia                                                                                            | (Dal 2009) |  |
| Accesso alla fecondazione in vitro per le lesbiche                                                                                     | (Dal 2021) |  |
| Riconoscimento genere non binario | No |  |
| Maternità surrogata commerciale per le coppie gay                                                                                      | (La maternità surrogata commerciale è illegale per tutte le coppie indipendentemente dall'orientamento sessuale) |  |
| Donazione del sangue per gli uomini che hanno rapporti sessuali con altri uomini                                                       | (Dal 2020; dal 2022 non è più previsto il quadrimestre di astinenza)                                             |  |
| Terapie di conversione vietate | (Dal 2022) |  |